# محطة بونت كاردينيت
محطة بونت كاردينيت (بالفرنسية: Gare de Pont-Cardinet)، هي محطة للسكك الحديدية الفرنسية، وتقع في منطقة باتينيول ‏، وهي جزء من الدائرة السابعة عشرة في باريس. تتبع المحطة للشركة الوطنية للسكك الحديدية الفرنسية، التي تخدمها قطارات خط ل ترانسيليان ‏(ترانسيليان باريس سان لازار ‏).